# Liberia Airways
Liberia Airways – liberyjskie narodowe linie lotnicze z siedzibą w Monrovii. Głównym węzłem jest port lotniczy Monrovia-Roberts.

## Flota
- 1 samolot An-26